# 聖約翰救護機構

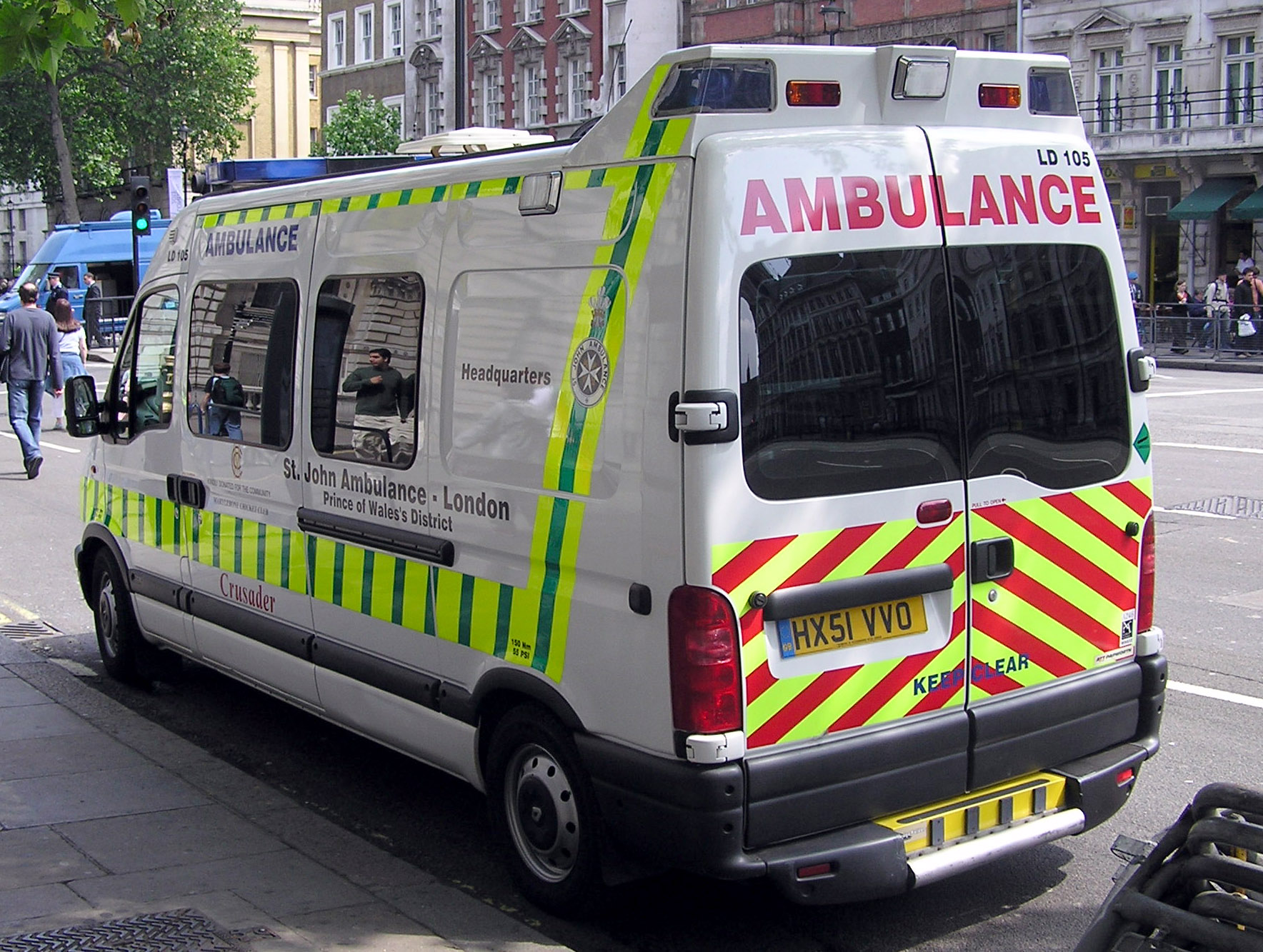
倫敦的聖約翰救護車

聖約翰救護機構（英語：St. John Ambulance），是一個起源於英國的法定國際性慈善救援組織，上級組織为最受尊崇的耶路撒冷聖約翰（Most Venerable Order of the Hospital of Saint John of Jerusalem），隸屬于約翰尼特國際（Johanniter International）。
聖約翰救護機構起源自1099年的耶路撒冷，其後於英國多個殖民地設立分部。聖約翰救護機構的前身是中世紀中三大騎士團之一醫院騎士團（現稱馬爾他騎士團）。後來因欧洲宗教改革（Protestant Reformation）的關係，聖約翰組織從馬爾他騎士團總部獨立出來。。
聖約翰救護機構現時設有：
- 聖約翰救傷會（英語：St. John Ambulance Association）：負責訓練課程及教學。
- 聖約翰救傷隊（英語：St. John Ambulance Brigade）：執行急救、護理及有關服務。

## 設有聖約翰救護機構的國家及地區
- 英国
  -  英格兰
  -  北爱尔兰
  -  苏格兰
  -  百慕大
  -  直布罗陀
- 马来西亚 — 马来西亚圣约翰救护机构
- 加拿大
- 賽普勒斯
- 香港 — 香港聖約翰救護機構
- 印度
- 愛爾蘭
- 模里西斯
- 新西兰
- 新加坡
- 南非
- 斯里蘭卡
- 坦桑尼亚
- 乌干达
- 辛巴威

## 外部連結
- 聖約翰救護機構英國總部 （页面存档备份，存于）